# Leucopis albipuncta
Leucopis albipuncta är en tvåvingeart som beskrevs av Zetterstedt 1855. Leucopis albipuncta ingår i släktet Leucopis och familjen markflugor. Arten är reproducerande i Sverige. Inga underarter finns listade i Catalogue of Life.